# Aristolochia emiliae
Aristolochia emiliae là một loài thực vật có hoa trong họ Aristolochiaceae. Loài này được Santana Mich. & Solís mô tả khoa học đầu tiên năm 2008.